# Benedykt Chłusewicz

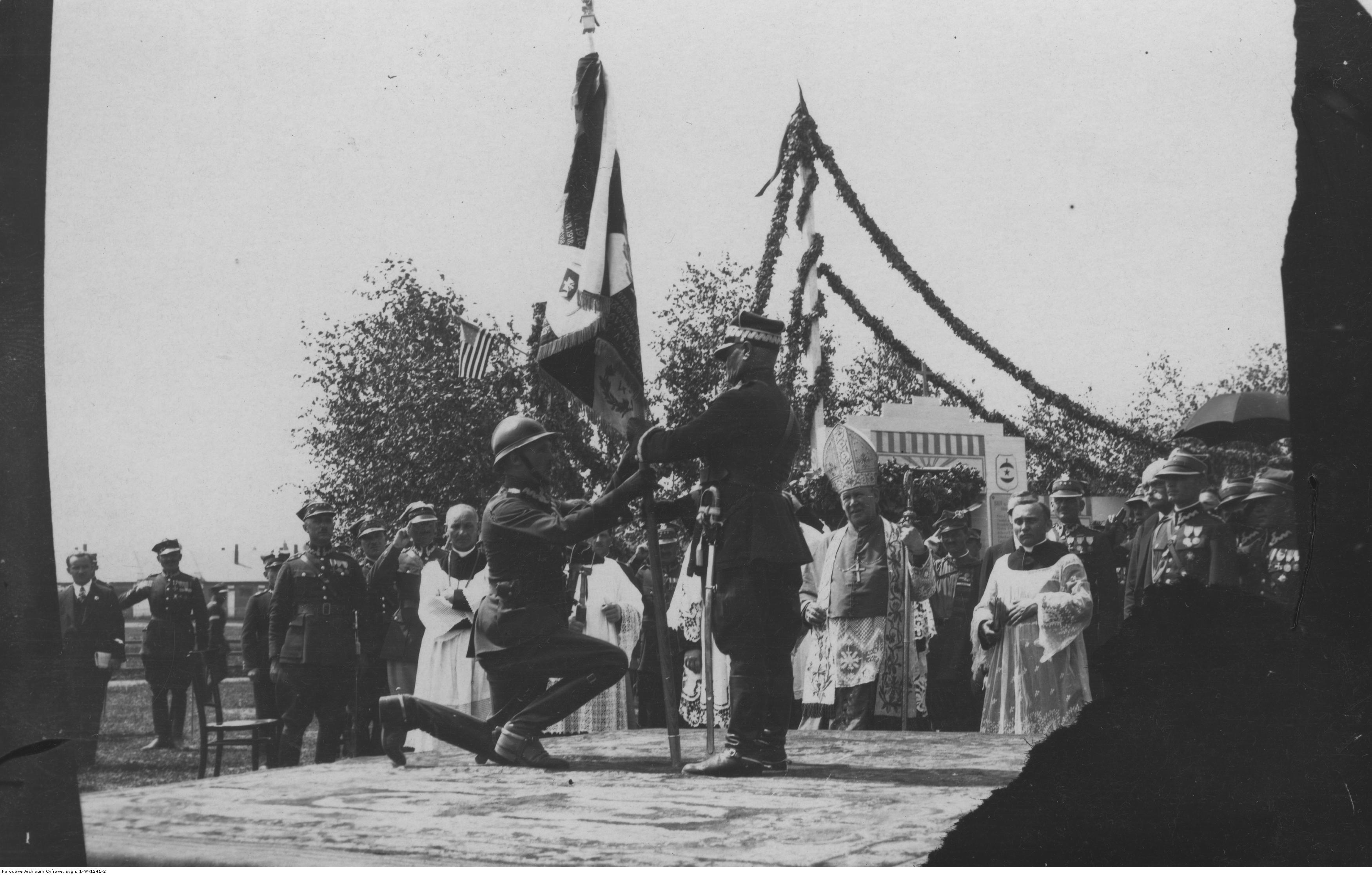
Wręczenie sztandaru 43 pp w Dubnie. Gen. Jan Romer wręcza sztandar d-cy pułku płk Benedyktowi Chłusewiczowi

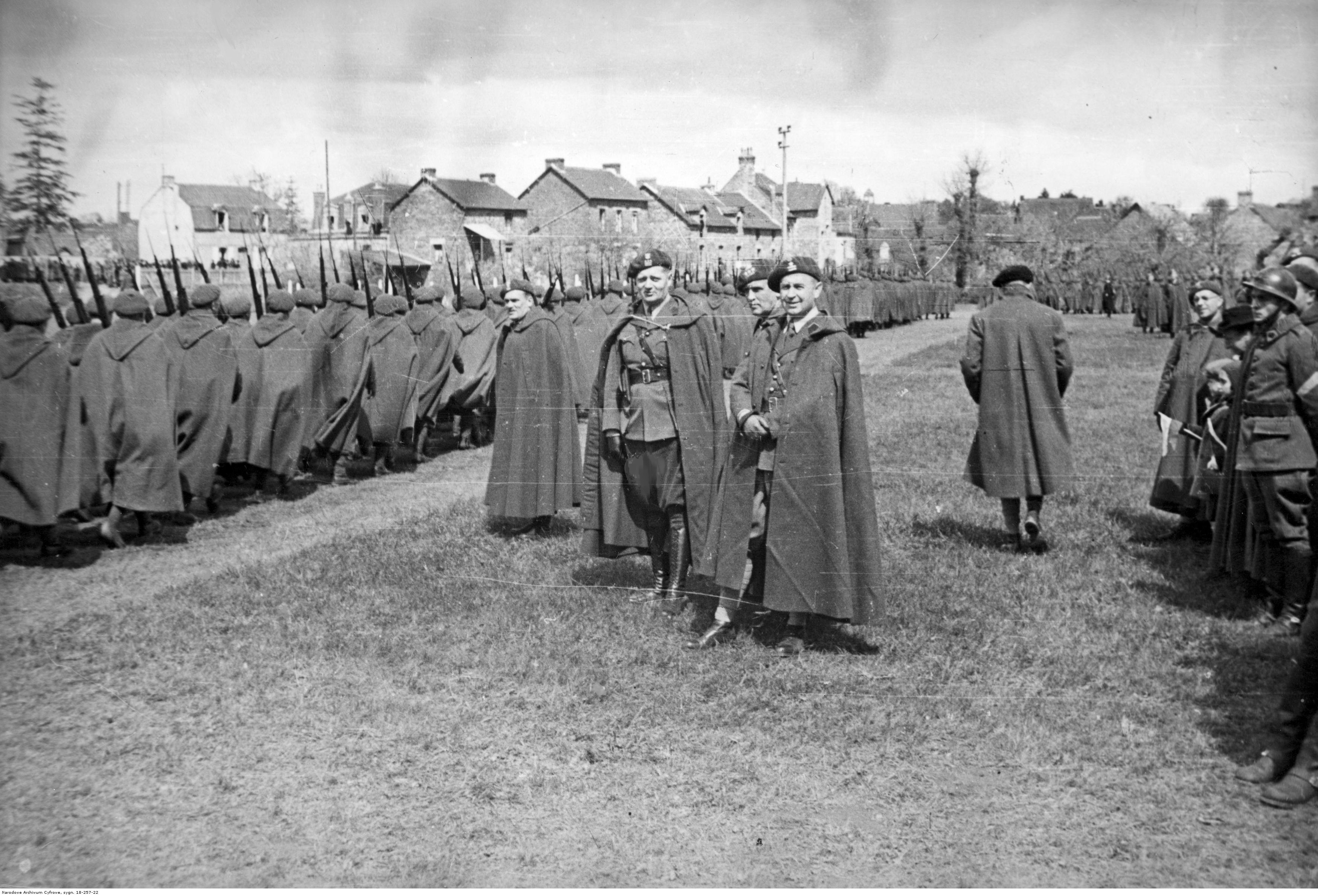
Uroczystość wręczenia sztandaru Samodzielnej Brygadzie Strzelców Podhalańskich - Malestroit, 1940-04-10

Benedykt Chłusewicz (ur. 22 marca?/3 kwietnia 1895 w Wilnie, zm. 28 września 1951 w Londynie) – pułkownik dyplomowany piechoty Wojska Polskiego, kawaler Orderu Virtuti Militari.

## Życiorys
Syn Wincentego. Służył w Armii Imperium Rosyjskiego. Po odzyskaniu przez Polskę niepodległości wstąpił do Wojska Polskiego.
2 listopada 1923 roku został przydzielony z Dowództwa Okręgu Korpusu Nr III w Grodnie do 80 pułku piechoty z jednoczesnym odkomenderowaniem na jednoroczny kurs doszkolenia w Wyższej Szkole Wojennej w Warszawie w roku 1923/1924. 15 października 1924 roku, po ukończeniu kursu i otrzymaniu dyplomu naukowego oficera Sztabu Generalnego, został przydzielony do dowództwa 29 Dywizji Piechoty w Grodnie na stanowisko szefa sztabu. 1 grudnia 1924 roku awansował na podpułkownika ze starszeństwem z dniem 15 sierpnia 1924 roku i 48. lokatą w korpusie oficerów piechoty. 28 lutego 1927 roku został przeniesiony do 1 pułku piechoty Legionów w Wilnie na stanowisko dowódcy II batalionu. 23 maja 1927 roku otrzymał przeniesienie do 5 pułku piechoty Legionów w tym samym garnizonie na stanowisko dowódcy II batalionu.
28 stycznia 1928 roku został przeniesiony do 43 pułku piechoty w Dubnie na stanowisko dowódcy pułku. Na pułkownika został awansowany ze starszeństwem z dniem 1 stycznia 1931 roku i 6. lokatą w korpusie oficerów piechoty. Pułkiem dowodził do 22 września 1937 roku.
Po wybuchu II wojny światowej w okresie kampanii wrześniowej w stopniu pułkownika piechoty pełnił funkcję szefa sztabu Dowództwa Okręgu Korpusu Nr III w Grodnie. Następnie przedostał się do Francji, wstąpił do Polskich Sił Zbrojnych i został dowódcą piechoty dywizyjnej w 1 Dywizji Piechoty. Był dowódcą 1 Półbrygady w Samodzielnej Brygadzie Strzelców Podhalańskich, która brała udział w bitwie o Narwik, trwającej od kwietnia do czerwca 1940. Po bitwie zgrupowanie płk. Chłusewicza jako jedyne ewakuowało się i dotarło do Wielkiej Brytanii. 18 listopada 1941 roku został przeniesiony do Wojskowego Trybunału Orzekającego na stanowisko członka.
Na przełomie 1941/1942 był dowódcą Batalionu Strzelców Podhalańskich.
Zmarł 28 września 1951 i został pochowany na cmentarzu Saint Mary's w Londynie.
Jego żoną była Zofia z domu Iżycka-Herman, Małżeństwo miało dwoje dzieci: Marię (1923-2018) 1 voto Barr, 2 voto Grabowską i Stanisława (1925-2003).

## Ordery i odznaczenia
- Krzyż Srebrny Orderu Wojskowego Virtuti Militari[21]
- Krzyż Niepodległości (2 sierpnia 1931)[22]
- Krzyż Oficerski Orderu Odrodzenia Polski (2 maja 1922)[23][24]
- Krzyż Walecznych (czterokrotnie)[21]
- Złoty Krzyż Zasługi (19 marca 1936)[25][26]
- Medal Międzysojuszniczy „Médaille Interalliée”[21]